# Leptodrassex hylaestomachi
Espèce
Synonymes
- Leptodrassus hylaestomachi Berland, 1934

Leptodrassex hylaestomachi est une espèce d'araignées aranéomorphes de la famille des Gnaphosidae.

## Distribution
Cette espèce se rencontre aux îles Canaries, aux îles Selvagens et aux îles Baléares.

## Description
La femelle holotype mesure 3 mm.

## Systématique et taxinomie
Cette espèce a été décrite sous le protonyme Leptodrassus hylaestomachi par Berland en 1934. Elle est placée dans le genre Leptodrassex par Murphy en 2007.

## Publication originale
- Berland, 1934 : « Description d'une araignée nouvelle du genre Leptodrassus. » Proceedings of the Zoological Society of London, vol. 1934, p. 423-424.